# Igarapé Açu
Igarapé Açu är en ort i Brasilien.   Den ligger i kommunen Igarapé-Açu och delstaten Pará, i den nordöstra delen av landet, 1 600 km norr om huvudstaden Brasília. Igarapé Açu ligger 39 meter över havet och antalet invånare är 24 136.
Terrängen runt Igarapé Açu är platt. Det finns inga andra samhällen i närheten.
Omgivningarna runt Igarapé Açu är en mosaik av jordbruksmark och naturlig växtlighet. Runt Igarapé Açu är det ganska tätbefolkat, med 54 invånare per kvadratkilometer.